# 멕시코의 하원의장
멕시코의 하원의장(스페인어: Presidente de la Cámara de Diputados)은 멕시코 대의원의 의장이다. 이 직위는 다른 입법부의 하원의장과 유사하다. 현재 의장은 마르셀라 구에라 카스티요(Marcela Guerra Castillo)이다. 1년 임기로 선출된다.
이 직위의 주요 특징 중 하나는 정기(및 임시) 입법 기간의 개회식, 멕시코의 대통령 취임식 등 총회의 합동 회의에서 연합 의회 의장 역할을 맡는 것이다. 이 의장은 퇴임하는 대통령으로부터 대통령 띠를 받아 차기 대통령에게 전달하고, 매 입법 연도 초에 멕시코 대통령의 연간 정부 보고서를 받는다. 의회를 대표하여 연설에 대한 공식 답변(contestación)을 전달한다.